# Fernando Cebrián Alarcón
Fernando Cebrián Alarcón (Quintanar del Rey, 11 de enero de 1976) es un exfutbolista y entrenador español que se desempeñaba como interior izquierdo.

## Trayectoria
En la temporada 1995-1996 Chito, como se lo conocía, da el salto al primer equipo del Albacete Balompié en Primera División de la mano de Benito Floro. Fue aquella temporada de los 22 equipos en la máxima categoría y el club manchego acabaría perdiendo la categoría en la promoción. Su nombre deportivo era Fernando y debutó en la novena jornada en Vallecas ante el Rayo Vallecano de Madrid. Jugó tres partidos en total.
En la temporada 1996-1997 comienza jugando en el C. D. Manchego, aunque mediada la temporada se marcharía al Albacete Balompié en Segunda División. Participa en seis encuentros de liga.
En la temporada 1997-1998 se marcha cedido al Getafe C. F., equipo que estaba encuadrado en el grupo I de Segunda División B. Aquí empieza su periplo por esta categoría, en la temporada 1998-1999 ficha por el Xerez C. D. donde logra tres goles, en la temporada 1999-2000 se marcha a la Cultural Leonesa, en la temporada 2000-2001 ficha por el Polideportivo Almería.
En la temporada 2001-2002 ficha por el C. D. Castellón de Segunda División B, desestimando ofertas de equipos de superior categoría, y allí permanecería durante dos temporadas.
En la temporada 2003-2004 ficha por el Burgos C. F., pero no acabaría la temporada y marcharía al F. C. Cartagena. Una grave lesión le mantendría alejado de los terrenos de juego bastante tiempo, aun así el club cartagenero confió en él y le hizo la oferta de continuar una temporada en el filial para ir recuperando la forma. De este modo jugó la temporada 2004-2005 en el Cartagena Promesas C. F. en Tercera División.
Su gran dedicación y esfuerzo le valió para volver al primer equipo y convertirse en uno de los pilares del equipo cartagenero que logró el campeonato del grupo IV de Segunda División B en 2006. En 2008 termina su contrato y se marcha al Águilas C. F.

## Clubes
| Club                  | País   | Año        |
| --------------------- | ------ | ---------- |
| Albacete Balompié B   | España | 1993-1995  |
| C. D. Manchego        | España | 1996-1997  |
| Albacete Balompié     | España | 1995-1997  |
| Getafe CF             | España | 1997-1998  |
| Xerez CD              | España | 1998-1999  |
| Cultural Leonesa      | España | 1999-2000  |
| UD Almería            | España | 2000-2001  |
| CD Castellón          | España | 2001-2003  |
| Burgos CF             | España | 2003       |
| FC Cartagena          | España | 2003-2004  |
| Cartagena Promesas CF | España | 2004-2005  |
| FC Cartagena          | España | 2005-2008  |
| Águilas CF            | España | 2008- 2010 |
| CD Quintanar          | España | 2011- 2012 |